# ريد بلانشارد
ريد بلانشارد (بالإنجليزية: Red Blanchard)‏ هو عسكري أمريكي، ولد في 11 يونيو 1920 في غاردنر في الولايات المتحدة، وتوفي في 16 يونيو 2011.